# Zonsmalbi
Zonsmalbi (Lasioglossum zonulum) är en biart som först beskrevs av Smith 1848.  Zonsmalbi ingår i släktet smalbin, och familjen vägbin. Inga underarter finns listade.

## Beskrivning
Ett slankt, svart bi med clypeus (munsköld) och panna upphöjda, mest tydligt hos hanen. Denne har dessutom en blekgul spets på munskölden, och en mörkbrun överläpp. Antennerna är mörka, även om de kan ha en svagt gulaktig undersida hos hanen. Båda könen har gula vingbaser. Honan har rödbrun behåring på mellankroppen. Hon har dessutom breda, vita hårband på tergit 2 till 4. Hanen har också hårband, men de är mindre, och finns bara på sidorna av tergit 2 och 3. Hanen har även lång, grå behåring på buken. Honans kroppslängd är 9 till 10 mm, hanens 7 till 10 mm. Fibblesmalbi är en förväxlingsart, men honorna kan skilljas åt på mellankroppens behåring: Hos fibblesmalbiet är den inte rödbrun, utan gråaktig. Hanarna är svårare att skilja åt, men det första bakfotssegmentet är mörkt hos zonsmalbiet, blekgult hos fibblesmalbiet.

## Ekologi
Zonsmalbiet förekommer i habitat som skogsbryn, skogsstigar, ängar, trädgårdar och även kustområden. Vad gäller näringsväxter är arten polylektisk; den flyger till blommande växter från många familjer, som korgblommiga växter, korsblommiga växter, klockväxter, solvändeväxter, liljeväxter, väddväxter, johannesörtsväxter, vallmoväxter, rosväxter, grobladsväxter och ranunkelväxter. Flygtiden i Palearktis varar från tidigt i april till oktober för honor, från juni till september för hanar;

### Fortplantning
Arten är en solitär, icke-samhällsbildande art; honan gräver sina larvbon i solexponerad, glesbevuxen mark. Boet utgörs av en mer eller mindre vertikal tunnel ner till ungefär 20 cm djup, som därefter vidgas till en blindgång. Från tunneln utgår förseglade larvceller som var och en innehåller ett ägg och näring i form av pollen. Efter parningen övervintrar den unga honan i det bo där hon föddes. hon kan leva upp till två år, och lägga ägg även det andra året. Det förekommer att boet angrips av blodbina ängsblodbi, eventuellt även Sphecodes scabricollis, vilkas larver lever på den lagrade näringen efter det att värdägget eller den nykläckta värdlarven dödats av den äggläggande blodbihonan.

## Utbredning
I Palearktis finns arten från Spanien i söder till mellersta Finland i norr, och från södra England och Wales i väster över Grekland och Turkiet till Azerbajdzjan, Iran, Sibirien och Kina i öster. I Nordamerika förekommer den i de nordöstra delarna, från Nova Scotia i Kanada till Minnesota, New England, New York, Michigan och Wisconsin i USA.
I Sverige är arten inte särskilt vanlig och ganska fragmenterad. Den förekommer främst på Öland, Gotland och på västkusten i Halland, men finns även i Svealand och norra Götaland.
I Finland finns arten främst på Åland och i södra delen av landet. Enstaka fynd har gjorts längre norrut, ett fynd 2012 i Norra Österbotten är det nordligaste.

## Status
Arten är inte rödlistad vare sig i Sverige eller Finland, utan klassificerad som livskraftig (LC) i båda länderna.